# Raja Toumi
Raja Toumi (født 3. april 1978, arabisk: رجاء التومي) er en tunesisk håndboldspiller, der spiller for Orkanger IF i Norge og tidligere for Tunesiens håndboldlandshold, hvor hun stoppede efter VM 2015 i Danmark.
Hun har tidligere spillet for Nordstrand IF, Gjerpen Håndball og Byåsen HE
Hun var kaptajn for de tunesiske hold under VM i 2009 i Kina, hvor Tunesien kom på en 14. plads.